# Paya Gajah (Peureulak Barat)
Paya Gajah is een bestuurslaag in het regentschap Aceh Timur van de provincie Atjeh, Indonesië. Paya Gajah telt 1179 inwoners (volkstelling 2010).